# پارا اسنوبرد
پارا اسنوبرد یک ورزش زمستانی است که از کورس روی یک سطح پوشیده از برف در حالی که روی اسنوبرد ایستاده یا نشسته‌اید، تشکیل می‌شود. اقتباسی از ورزش اسنوبردسواری برای ورزشکاران دارای نقص جسمانی است که در طبقه‌بندی‌های مختلف، توسط فدراسیون بین‌المللی اسکی و اسنوبرد (FIS) اداره می‌شود. ورزش معلواین در این رشته شامل پنج رویداد: اسنوبرد کراس، اسنوبرد کراس تیمی، مارپیچ بنک، مارپیچ بنک دوگانه و مارپیچ بزرگ، است.
در بازی‌های پارالمپیک زمستانی، مسابقات پارا اسنوبرد به عنوان بخشی از برنامه اسکی پارا آلپاین در پارالمپیک ۲۰۱۴ گنجانده شد و از پارالمپیک ۲۰۱۸ به عنوان ورزش پارالمپیک مستقل فعالیت می‌کند. مسابقات جهانی پارا اسنوبرد برای اولین بار در سال ۲۰۱۵ برگزار شد.